# Gyula Pálóczi
Gyula Pálóczi (* 13. September 1962; † 28. Januar 2009) war ein ungarischer Weit- und Dreispringer.
Er startete seine Karriere als Weitspringer und gewann in dieser Disziplin Silber bei den Halleneuropameisterschaften 1983 in Budapest. Im selben Jahr schied er bei den Weltmeisterschaften in Helsinki in der Qualifikation aus.
1985 errang er Silber bei den Hallenweltspielen in Paris und siegte denkbar knapp bei den Halleneuropameisterschaften in Piräus. Ebenso wie sein Landsmann László Szalma hatte er 8,15 m erzielt, so dass der zweitbeste Sprung den Ausschlag zugunsten von Pálóczi gab. Bei den Halleneuropameisterschaften 1988 in Budapest wurde er Siebter.
Nach seinem Wechsel zum Dreisprung qualifizierte er sich für die Weltmeisterschaften 1993 in Stuttgart, scheiterte aber in der Vorrunde.
Dreimal wurde er ungarischer Meister im Weitsprung (1984, 1986, 1990) und fünfmal im Dreisprung (1988–1990, 1993, 1994). In der Halle holte er 1985 den nationalen Titel im Weitsprung und 1989 sowie 1990 den im Dreisprung.

## Persönliche Bestleistungen
- Weitsprung: 8,25 m, 4. August 1985, Budapest
  - Halle: 8,15 m, 3. März 1985, Piräus
- Dreisprung: 16,87 m, 31. Juli 1993, Tata